# Thomas Balou Martin
Thomas „Balou“ Martin (* 27. Oktober 1962 in Stuttgart) ist ein deutscher Schauspieler, Synchronsprecher sowie Hörbuch- und Hörspielsprecher.

## Leben
Martin absolvierte seine Schauspielausbildung bis 1986 am Hamburger Schauspiel-Studio Frese. 
Ab 1988 spielte er in zahlreichen Aufführungen an den Theatern in Trier, Bern, Tübingen und am saarländischen Staatstheater in Stücken wie Kabale und Liebe, Hamlet, Bluthochzeit, Geschichten aus dem Wienerwald und vielen anderen.
Seit 1995 arbeitet er als freier Schauspieler für Film und Fernsehen. Bekannt wurde Martin dort durch zahlreiche Auftritte in deutschen Fernsehserien wie z. B. Der Fahnder, Klinikum Berlin Mitte, Der Landarzt, SOKO Köln und vielen Fernsehfilmen, als Staatsanwalt Dr. Scheer war er im hessischen Tatort zu sehen.
Von 2005 bis 2010 führte er jeden Sonntagabend im hr-Fernsehen als Moderator durch die Rate- und Comedyshow Dings vom Dach.
Außerdem spricht er viele Hörbücher, unter anderem die Sheperd-Reihe von Ethan Cross und ist Off-sprecher verschiedener Dokumentationen.
Dazu ist er noch als Synchronsprecher beschäftigt, z. B. für Pierfrancesco Favino in dem Kinofilm Il Traditore, auch synchronisierte er:
Naoki Bandou in Hunter x Hunter (als Bodoro), 
Kouichi Yamadera in Fullmetal Alchemist: Brotherhood (als Isaac McDougal), 
Shuuhei Matsuda in My Hero Academia: World Heroes' Mission (als Gang Orca / Kugo Sakamata), 
Daisuke Sugaya in Death Note (als NHN-Moderator), 
Kenji Nomura (als Gareth Landrock) in DanMachi, 
Sean Baker (als Großvater) in Pan Tau (Fernsehserie, 2020) sowie 
Shouto Kashii (als Marechiyo Omaeda) in Bleach: Fade to Black (Bleach (Manga))
Martin ist seit August 2015 mit seiner Ehefrau Stefanie, einer Journalistin und Fotografin, die für diverse Fotografen als Assistentin und Producerin im In- und Ausland gearbeitet hat, verheiratet.
Martin und seine Frau arbeiten auch als Fotografen zusammen und fotografieren dabei gleichzeitig dasselbe Motiv aus unterschiedlichen Perspektiven. 
Thomas Balou Martin fotografiert seit seinem vierzehnten Lebensjahr; die Kamera war immer dabei, am Theater, am Filmset und auf den vielen Reisen.

## Filmografie (Auswahl)

### Fernsehfilme
- 1995: Tatort – Tod eines Auktionators (Fernsehreihe)
- 1996: Adrenalin
- 1996: Muchas gracias, Willy Wuff
- 1997: Still Movin’ (Kinofilm)
- 1997: Rosamunde Pilcher – Irrwege des Herzens
- 1997: Schräge Vögel
- 1998: Die unerwünschte Zeugin
- 2000: Fußball ist unser Leben (Kinofilm)
- 2002: Therapie und Praxis
- 2002: Tatort – Bienzle und der Tag der Rache
- 2002–2010: Tatort (17 Folgen als Staatsanwalt Dr. Scheer, siehe Dellwo und Sänger)
- 2003: Geht’s noch?
- 2005: Gisela (Kinofilm)
- 2007: Tarragona – Ein Paradies in Flammen
- 2006: Der Liebeswunsch (Kinofilm)
- 2007: Der letzte Bissen (Kinofilm)
- 2008: Der große Tom
- 2009: Vorzimmer zur Hölle
- 2011: Vorzimmer zur Hölle – Streng geheim!
- 2012: Frisch gepresst (Kinofilm)
- 2013: Der fast perfekte Mann (Kinofilm)
- 2014: Nicht mein Tag (Kinofilm)
- 2014: Helen Dorn: Das dritte Mädchen
- 2015: Tatort – Der Inder
- 2017: Rock My Heart
- 2018: Wilsberg – Die Nadel im Müllhaufen
- 2019: Label Me
- 2020: Inga Lindström – Liebe verjährt nicht

### Fernsehserien
- 1995: Weißblaue Geschichten (1 Folge)
- 1996: Die Flughafenklinik (8 Folgen)
- 1997–1999: Der Fahnder (10 Folgen)
- 1999: Dr. Stefan Frank – Der Arzt, dem die Frauen vertrauen (Folge 5x01–5x02)
- 1999, 2004: Im Namen des Gesetzes (Folge 5x05, 8x10)
- 1999–2000: Klinikum Berlin Mitte – Leben in Bereitschaft (12 Folgen)
- 2000: Doppelter Einsatz (Folge 6x02)
- 2000–2002: Nesthocker – Familie zu verschenken (16 Folgen)
- 2001–2013: Der Landarzt (76 Folgen)
- 2003–2007: Ein Fall für zwei (7 Folgen)
- 2004: SK Kölsch (Folge 6x12)
- 2004: Nikola (Folge 8x13)
- 2004–2023: SOKO Köln (4 Folgen)
- 2005: Schlosshotel Orth (Folge 9x07)
- 2005: Hallo Robbie! (Folge 5x01)
- 2006: SOKO Rhein-Main (Folge 1x02)
- 2006: SOKO Wismar (Folge 3x02)
- 2006: Pastewka (Folge 2x07)
- 2007, 2012: Großstadtrevier (Folge 21x12, 26x01)
- 2008, 2013: In aller Freundschaft (Folgen 10x24, 15x36)
- 2008: Der Bergdoktor (Folge 1x06)
- 2009: Forsthaus Falkenau (Folge 20x10)
- 2011, 2022: SOKO Stuttgart (Folgen 3x06, 13x24)
- 2011–2019: Notruf Hafenkante (3 Folgen)
- 2011: Die Rosenheim-Cops (Folge 10x25)
- 2012: Kommissar Stolberg (Folge 11x04)
- 2013: Danni Lowinski (Folge 4x08)
- 2014: Die Garmisch-Cops (Folge 2x10)
- 2014: Heldt (Folge 2x12)
- 2015: Alarm für Cobra 11 – Die Autobahnpolizei (Folge 37x06)
- 2015–2024: Bettys Diagnose (15 Folgen)
- 2021: Der Staatsanwalt (Folge 16x02)
- 2021: In aller Freundschaft – Die jungen Ärzte (Folge 7x14)
- 2024: Der Bergdoktor (Folge 17x07)

### Moderation
- 2005–2010: Dings vom Dach (Ratesendung)

## Hörspiele und Hörbücher (Auswahl)
- 2004: Frank Schätzing: Der Schwarm – Regie: Loy Wesselburg und Frank Schätzing
- 2014: Robert Weber: Die Infektion II – Die Insel – Regie: Annette Kurth
- 2016–2017: Carson Hammer, David Black, Philip M. Crane: Sinclair Academy, Lübbe Audio, Köln
- 2017–2018: Gruselkabinett: Folge 124–125, 129–133, 135, 142 – Regie: Marc Gruppe[3]
- 2017–2018: Sherlock Holmes – Die geheimen Fälle des Meisterdetektivs: Folge 32, 34[4] – Regie: Marc Gruppe
- 2013–2019: Ethan Cross: Die Shepherd Reihe, Bastei Lübbe Audio, Köln
- 2018–2020: Vasili Mahanenko – Survival Quest, Bastei Lübbe Audio Köln
- 2017: Nelson Mandela – Der lange Weg zur Freiheit, Der Hörverlag
- 2019–2020: Peter A. Flannery: Battle Mage, Random House Audio
- 2021: als Vampiro-del-mar in Jason Dark: Geisterjäger John Sinclair – Regie: Michael Braun (Lübbe Audio / Tonstudio Braun), 1 Folge
- 2021: Terry Goodkind: Das Tor zur Dunkelheit – Das Schwert der Wahrheit (Hörbuch, Die Kinder von D’Hara 5), Random House Audio, ISBN 978-3-8371-5388-0 (Hörbuch-Download)
- 2022: Ethan Cross: DIE STIMME DES WAHNS (Hörbuch, Teil 3 der Serie Die Ackerman & Shirazi-Reihe), Lübbe Audio, Köln, ISBN  978-3-7857-8369-6
- 2024: Wo die Asche blüht von Nguyễn Phan Quế Mai, der Audio Verlag, ISBN 978-3-7424-3213-1 (mit Camilla Renschke & Timmo Niesner)
- 2025: Cliff Allister: Verloren in der Zeit, Lübbe Audio, ISBN 978-3-7540-1828-6